# Jean-Pierre Vergne
Pour les articles homonymes, voir Vergne.
Jean-Pierre Vergne est un réalisateur français, né le 1er avril 1946 à Saint-Brice-sous-Forêt (Seine-et-Oise) et mort le 25 août 2014 à Terrasson-Lavilledieu (Dordogne), dans son jardin, à l'âge de 68 ans.
Il était également intervenant à l'école Sup de Pub.

## Filmographie

### Film
- 1980 : Les Charlots contre Dracula (non crédité) coréalisé par Jean-Pierre Desagnat
- 1985 : Le téléphone sonne toujours deux fois
- 1994 : Priez pour nous
- 1996 : Golden Boy

### Téléfilms
- 1996 : Le Crabe sur la banquette arrière
- 1998 : Docteur Sylvestre (épisode Zone dangereuse)
- 1998 : Venise est une femme
- 1999 : Jean-Baptiste, homme de cœur (épisode La Montagne noire)
- 1999 : Marie Fransson (épisode Positif)
- 2000 : Un et un font six (épisodes Chassé-croisé et Vive la mariée !)
- 2001 : Une fille dans l'azur
- 2002 : Un week-end pour le dire
- 2002 : Les Filles du calendrier
- 2003 : Les Cordier, juge et flic (épisode Mort d'un avocat)
- 2003 : Fabien Cosma (épisode Jamais trop tard)
- 2004 : Les Filles du calendrier sur scène
- 2004 : La Vie dehors
- 2012 - 2014 : Plus belle la vie

### Assistant réalisateur
- 1967 : L'Invention de Morel de Claude-Jean Bonnardot : TV
- 1973 : Prêtres interdits de Denys de La Patellière
- 1975 : La Traque de Serge Leroy
- 1975 : Otalia de Bahia de Marcel Camus
- 1977 : Les Passagers de Serge Leroy
- 1978 : Attention, les enfants regardent de Serge Leroy
- 1978 : Les Ringards de Robert Pouret
- 1980 : La Dérobade de Daniel Duval
- 1981 : L'Amour trop fort de Daniel Duval
- 1981 : Garde à vue de Claude Miller
- 1982 : Mille milliards de dollars d’Henri Verneuil
- 1982 : Deux heures moins le quart avant Jésus-Christ de Jean Yanne
- 1984 :  Les Morfalous d'Henri Verneuil